# Люблінський вугільний басейн
Люблінський вугільний басейн — розташований на південному сході Польщі.

## Характеристика
Являє собою північно-західне продовження Львівсько-Волинського басейну України. Площа 4630 км². Ресурси вугілля до глибини 1000 м — 37 млрд т.

## Технологія розробки
Спосіб розробки — шахтний.